# Alicia Pizzimbono
Alicia Pizzimbono de Nicola (Buenos Aires, 1930) es la viuda del almirante Alfredo Poveda Burbano, expresidente del Consejo Supremo de Gobierno del Ecuador, y como tal es reconocida extraoficialmente como ex primera dama de la nación, título que ocupó entre el 12 de enero de 1976 y el 9 de agosto de 1979.

## Biografía
Nacida en la ciudad de Buenos Aires alrededor del año 1930, conoció a Alfredo Poveda en 1949, mientras éste residía en Argentina como becado de la Escuela Naval de Río Santiago. Se casaron el 21 de diciembre de 1950, dos días antes de que Poveda se graduara como alférez de fragata, y regresaron a Ecuador en enero del año siguiente, en donde nacieron sus dos hijas:
- María Alexandra Poveda Pizzimbono (n.1955)
- Mónica Poveda Pizzimbono (n.1957)

Su esposo falleció en Miami el 7 de junio de 1990, mientras se encontraba en tratamiento médico por una afección cardiaca. Alicia, ya viuda, regresó a Guayaquil y allí continúa viviendo hasta la actualidad.

## Primera dama
El 11 de enero de 1976 las presiones de las Fuerzas Armadas forzaron la renuncia del dictador Guillermo Rodríguez Lara. Poveda, junto con el general del ejército Guillermo Duran Arcentales y el general de la fuerza aérea Luis Leoro Franco, formaron un Consejo Supremo de Gobierno que dirigiría el país hasta 1979, año en que se volvería a un régimen constitucional democrático. Durante esta época Alicia tuvo un papel importante como esposa de la mayor figura del triunvirato militar.
El 8 de octubre de 1976 viajó hasta el astillero de Kiel (Alemania), para la ceremonia de botadura del Shyri, primer submarino ecuatoriano y nave de la que Alicia había sido nombrada madrina. Al año siguiente fue nombrada madrina de otra nave, esta vez del Buque Escuela Guayas, insignia de la Armada ecuatoriana.